# ويلسلي تيودور بول
ويلزلي تيودور بول (23 أبريل 1884 – 13 سبتمبر 1968) كان بهائيًا إنجليزيًا، ووسيط روحاني، وروحانيًا، وناشطًا في مجال النباتية.
ألف بول العديد من الكتيبات والكتب وكان طوال حياته باحثًا عن الأسئلة والرؤى الدينية والصوفية، وكان منخرطًا بشكل خاص في العقيدة البهائية والسعي وراء الكأس المقدسة لأسطورة الملك آرثر. أسس حملة الدقيقة الصامتة [الإنجليزية] والتي حظيت بمتابعة دولية. في أواخر حياته أعاد إحياء الصندوق الذي يدير بئر الكأس [الإنجليزية].
الموسيقي والممثل إدوارد تيودور بول هو حفيد.

## السيرة

### الولادة والنشأة
نشأ ويليسلي تيودور بول على قصص كبار السن وتفاهمات الأقارب الفرنسيين إدموند دي لا بول، دوق سوفولك الثالث والأقارب الإنجليز والويلزيين أوين تيودور [الإنجليزية].:pp8-9 وُلِد بول في 23 أبريل 1884، في ويستون سوبر ماري،:p10 ابن توماس بول وكيت وانسبورو.:p14 تم تثبيت بول في الكنيسة الأنجليكانية ولكن الأسرة فهمت هذا على أنه يعني الكنيسة الواسعة التي كانت تتمتع باحترام كبير للعديد من الأفكار الدينية وعدم انتقاد التناقضات الظاهرة المختلفة.:p14 كان والده مهتمًا بالاشتراكية الفابية، والثيوصوفية (ربما الثيوصوفية البوهيمية)، وحركة مدينة الحدائق، وكانت العائلة بأكملها منخرطة في الروحانية.:p14:pp9-10 ادعت كيت أنها تنتمي إلى سلالة تيودور.:p14
كتب بول لاحقًا عن عدم استعداده للذهاب إلى مدرسة داخلية وكان لديه رؤى ووعي بالقصص التي تتحدث عن تقارير عن علماء النفس.:pp13-16 وأفاد بأن المدرسة كانت تجربة رهيبة مع المتنمرين والوحشيين. وصفته أخته بأنه كان يعاني من طفولته الصعبة، ولم يتم فهمه.:p14 عندما كان عمره 11 عامًا، شعر باستقلال نسبي عن عائلته - «أنا لست منقولًا» كما يتذكر.:p11 كان صديقه الثري الأكبر روبرت ماكفيتي، الذي شعر بأنه روح قريبة منه، قد عرض على والديه بهدوء تبنيه في سن الرابعة عشرة (1898)، لكن تم رفضه، وهو الأمر الذي شعر بول لاحقًا أنه كان من شأنه أن يشكل ظرفًا أفضل بكثير.:pp10-11:p15
ومع ذلك، في سن العشرين، بدلاً من الذهاب إلى الكلية، وجد نفسه مديرًا إداريًا لشركة العائلة في عام 1904.:p15:p15

### جلاستونبري والكأس
لقد اتخذت حياة بول المليئة بالرؤى أولى خطواتها الدائمة إلى الأمام في عام 1902. في ذلك العام أصيب بمرض خطير أدى إلى فقدانه بعضًا من بصره.:p15 سواء كانت تلك التجربة أو غيرها، فقد ادعى لاحقًا أيضًا أنه كان لديه أحلام واضحة بأنه راهب في جلاستونبري والتي ألهمت اهتمامًا قويًا بما يكفي لزيارته هناك في ذلك العام وكان لديه المزيد من التجارب التي أدت إلى المزيد من الرحلات «للحصول على الإلهام»:p19:pp10-11 وتحدث عنها باعتبارها رحلة حج.:p20 وفي ضوء التطورات اللاحقة قد يكون من المثير للاهتمام أن نلاحظ توماس بريكويل الذي توفي في باريس عام 1902.
وفي نهاية المطاف تم العثور على الكأس التي كانت موضع الكثير من الاستفسارات والتغطية الإخبارية. وقد روى بول ومساعدوه الأمر برمته كما عرفوه أمام مجموعة في يوليو/تموز عام 1907، بما في ذلك رئيس شمامسة وستمنستر باسيل ويلبر فورس ‏، قائلين: «قد يكون مخدوعًا هو نفسه، ولكن هناك شيء واحد مؤكد تمامًا، وهو أنه لن يحاول خداعكم».:pp18-19 في أوائل القرن العشرين كانت هناك علاقة متوترة بين المسيحية الليبرالية والأفكار الباطنية أو الروحانية، والفلسفات الشرقية، والقضايا الاجتماعية، والأديان الشرقية.:p91 حضر هذا الاجتماع أكثر من 40 شخصية رفيعة المستوى لمناقشة الكأس وتجارب البولنديين ومساعديهم. يمكن اعتبار هؤلاء الأربعين بمثابة طيف من المصالح في هذا الوسط داخل وخارج المسيحية السائدة عندما التقوا - وكان بعضهم من القادة في خطاب الأفكار هذا:pp91,95 مثل بول الذي يمكن تلخيصه باعتباره محورًا لشبكة «سلتيك»:p91 (بالمعنى السلتي من حيث الدلالة والسمعة، ولكن ليس التاريخ،):p91 وألبرت باسيل ويلبر فورس الذي كان زعيمًا بين العناصر الأكثر مسيحية على الرغم من ميله الواضح إلى الارتباط بأنواع أخرى من التدين.:p92
حُكيَت القصة للمجموعة. في أواخر عام 1904، شعر بول باكتشافٍ وشيك في غلاستونبري «سيربط مؤسس الإيمان المسيحي بقادة الفكر المسيحي المعاصرين»، فأرسل رسالةً إلى كاهن الكلية الكاثوليكية الرومانية هناك لترقب هذا الاكتشاف.:p19 «استلهم بول فكرة وجود ثقافة ما قبل المسيحية في أيرلندا، امتدت إلى غلاستونبري وأيونا، وكانت مستودعًا لتقاليد صوفية غربية أصيلة، الجذور الحقيقية للحياة الروحية في الغرب... ومع ذلك، امتزجت مساعيه أيضًا بين التماهي مع «الشرق الصوفي»، والاهتمام بالهرمسية والثيوصوفية والروحانية. من بعض النواحي، تعكس مساعي تيودور بول أنشطة أولئك الذين روّجوا لـ«النهضة السلتية» في أيرلندا خلال تلك الفترة، مع الاعتراف باختلاف واضح في نظرتهم للعالم».:p91
في الزيارة الثانية التي قام بها بول، تصور «ثلاث فتيات» سيساعدن في «العمل» في جلاستونبري، وأحضر أخته كاثرين في زيارات لاحقة إلى هناك.:p20 ثم في عام 1905 أضاف صديقتين إلى الاهتمام والرحلات - الأخوات ألين اللتين ذهبتا في أوائل سبتمبر:p20 وآخر 11-12 نوفمبر:pp48-9 - خلال الأخير كان هناك رؤية عن يد امرأة ترفع كأسًا من مجرى مائي وتعود. ثم تصور بول مكانًا محددًا أثناء اجتماع عمل في بريستول:p21 وتمكنت من إرسال الأخوات ألين في نفس اليوم إلى المكان المحدد - فقد ذهبن إلى هناك عدة مرات في السابق. هناك وسط حوالي 3 أقدام من الماء وبضعة أقدام أخرى من الطين وجدوا كوبًا لكنهم قرروا أنه مقدس للغاية بالنسبة لهم للتعامل معه، لذلك غسلوه وتركوه في الماء.:pp22-3 في الأول من أكتوبر عام 1906، تمكن بول من إرسال أخته في يوم ممطر بارد للحصول عليه وأحضره إلى منزلهما في كليفتون في بريستول.:p22 كانت هذه البئر «بئر القديسة العروس»،:p21 (إشارة إلى القديسة بريجيد من كيلدير) نوع من البئر المقدسة [الإنجليزية].
بدأ بول في التشاور مع الناس بشأن الكأس، ولكن أيضًا في ترفيه التجارب الرؤيوية للآخرين التي بدت مرتبطة بتجربته الخاصة وأدت إلى سعي بول. في منتصف شهر ديسمبر، استشار بول آني بيسانت (رئيسة الجمعية البريطانية للثيوصوفية في العام التالي)، بالإضافة إلى المتحف البريطاني ومتحف جنوب كنسينغتون:p23 والأميرة السويدية كارادجا التي ربطته مع هيلينا همفريز التي كانت منذ ذلك الحين منخرطة بشكل كبير في المهمة. شعرت أنها كانت كأسًا من العشاء الأخير وسلمتها إلى بطرس، وكانت محفوظة لدى خادمة ثم شعرت أن الكأس قد هاجرت إلى كنيسة أوروبية في المنتصف حتى وصلت أخيرًا إلى أنقاض جلاستونبري.:p25 وقد عقدوا هذا الاجتماع في يناير 1907.:p40 كما شعر بول أيضًا بشيء مهم حول «كنيسة في مكان ما في القارة».:p26
كما استشار بول أيضًا إيه إي وايت الذي أكد أن لديه بعض خصائص الكأس المقدسة،:pp26-7 تفاصيلها كانت مرتبطة بأسطورة الملك آرثر في رؤية السير بيرسيفال لها.:p27 ومع ذلك، في وقت لاحق من شهر سبتمبر، تبرأ وايت من الكأس باعتبارها الكأس المقدسة نفسها.:p40-1
في خريف عام 1906:p47 ومرة أخرى في ربيع عام 1907:p28 استشار بول الطبيب والمجمع جون جودتشايلد [الإنجليزية] الذي كشف له قصته ببطء. ادعى جودتشايلد أنه اشتراها في عام 1887، وأن والده ادعى ملكيتها انطلاقًا من شعوره بأهميتها، واتباعًا لرؤية في باريس عام 1897:p35 وبعد وفاة والده (الذي أعاده بالبريد) قرر تركه في بئر في جلاستونبري.:p28 أشارت رؤية جودتشايلد لباريس إلى أن «زائره» «جاء إليك في خطر كبير على نفسي ليخبرك...»،:p28 والتي قد تكون أول إشارة إلى وجود أفكار تهدد الظروف بين غير المجسدين. حاول جودتشايلد مراقبة اكتشافه في المستقبل، حتى أنه أحضر صديقة له إلى البئر على أمل اكتشافه.:pp35,45 كان لدى جودتشايلد تجارب رؤيوية في أغسطس/سبتمبر 1906 ونتيجة لذلك أرسل إلى بول رسالة مع رسم لإحدى رؤاه - رؤية لكأس بخمس نجوم - ليتم تمريرها إلى من «الحجاج الذين ذهبوا للتو إلى جلاستونبري» وكان هناك في أواخر سبتمبر عندما عادت الأخوات ألين بعد اكتشافهن الأصلي للكأس على الرغم من أنه لم يخبرهم بتاريخه مع الكأس ولكنه كان متحمسًا جدًا لاكتشافهم.:pp46-7 ثم زار بول وأخته جودتشايلد في أواخر سبتمبر/أيلول لكنهما لم يشاركا إلا جزءًا من القصة.:p47 ولم يجد بول أي دليل يؤكد تصريحات جودتشايلد بشأن تاريخ الكأس.:pp28-30:p12 بالنسبة لأصل الكأس ووضعها واستعادتها، ارتبطت بعض العمليات والتوقيتات بالفكر السلتي والصوفي وربما كانت نموذجًا ربما كان لدى كل من بول وجودتشايلد إطار عمل مشترك للتفكير.:p96 ولكن الأهمية التي لوحظت فيما يتعلق بالكأس كانت واضحة وسط أفكار الخلفية الأمومية لأيرلندا من خلال جودتشايلد:p11 مقارنة بسياق أكثر آرثرية لبول.:pp93,96–7
في 23 يونيو 1907، أظهر بول الكأس لرئيس شمامسة وستمنستر الذي دعا الزائر آنذاك صموئيل كليمنس الذي علّق عليها،:pp17-8 ثم إلى مجموعة من الشخصيات البارزة في 20 يوليو بما في ذلك جورج هوارد، إيرل كارلايل التاسع، وهنري بيلهام كلينتون، دوق نيوكاسل السابع [الإنجليزية]، وتشارلز وود، الفيكونت الثاني لهاليفاكس، وريجينالد جون كامبل، وويليام كروكس وأوليفر لودج، ووايتلو ريد [الإنجليزية]، الذين تجمعوا في منزل باسيل ويلبر فورس ‏.:p18
إلى جانب الإبلاغ عن التجارب الرؤيوية التي أدت إلى العثور على الكأس، أبلغ بول عن تجارب رؤيوية أخرى:pp30-1 والتي ادعى أنها نبوءات.:p32 كانت هذه «التعليمات الواردة»:p31 أثناء اليقظة وليس من خلال جلسة تحضير الأرواح::p34
- سيكون هناك «دليل ملموس واضح» يربط الكأس بيسوع.
- ستعود الكأس إلى جلاستونبري وستصبح المنطقة مركزًا للشفاء الجسدي والروحي وتروج لفكرة أنها كانت مكان اللمسة الأولى للمسيحية على الأرض - انظر الأساطير والقصص الخيالية عن جلاستونبري.
- حذر بول من «فيض إلهي للروح القدس في العالم... و... ذكاءات عظيمة... تُعد قنوات من خلالها تتجلى هذه القوة الإلهية، هذا المجيء الثاني، هذا الفيض العظيم للروح القدس،»[3]:p32 والتي يمكن، بشروط، أن تكون موجهة نحو تعزيز وحدة الكنيسة والمكانة العالية لبريطانيا، ولكن إذا لم يحدث ذلك فإنها «لن تظل الأمة العظيمة التي هي عليها، وسوف ينتقل مركز العالم إلى بلد مختلف تمامًا»[3]:p31 «وسوف يتم العثور على وكالات أخرى».[3]:p32 وكان من المقرر أن يكون عام 1911 حدثًا بارزًا في هذه العملية، وهو بمثابة موعد نهائي لتحقيق هذا الشرط من الوحدة، عندما «سيتعرف أولئك الذين كانوا يراقبون ويُهيئون الطريق للمجيء الثاني على معلمة عظيمة ستكون هنا، وسيتعرف عليها القليلون في ذلك العام. ستكون المعلمة العظيمة امرأة، وسيتعرف عليها أولئك الذين، كما أقول، يُمهدون الطريق، بنجمة سباعية تُوضع على جبينها... [لكن] لن تعترف بها المسيحية الرسمية...»[3]:p33

كانت النبوءات تتنبأ بعودة الوحدة المسيحية بين جزر بريطانيا العظمى ومنافسة لموقع لورد الكاثوليكي الروماني، ولكن إذا لم تتمكن الوحدة من تحقيق ذلك، فسوف نجد وضعًا آخر وستتولى دولة أخرى الصدارة في العالم.:p97
أصبحت الكأس مشهورة جدًا ولا تزال موضع تعليق في مجموعة متنوعة من السياقات.
قبل ويلبر فورس الكأس باعتبارها الكأس المقدسة.:p93 يزعم بول أنه كان في وقت ما في حوزة يسوع:pp90,93 وأتاحت الفرصة لإطار ديني أوسع جديد من حيث احترام الجغرافيا:p93 بالإضافة إلى مجموعة واسعة من الأفكار التي تم تبنيها لاحقًا كموضوع لفكر العصر الجديد.:pp13,114 إن حقيقة أن التقارير الصحفية التي تثبت جدية الإجراءات واستقبال المطالبة تتناسب مع كون الأمر لا يتعلق فقط بالفضول ولكن حول اجتماع الأفكار بما في ذلك الاختلافات في الأفكار ولكن لا تهيمن عليها.:p94
كان من المفترض أن يكون الاجتماع هادئًا وخاصًا بين المجموعة، لكن تم نشره في الصحيفة بعد أسبوع.:pp34-5 وبالفعل تم نقله في الأخبار دوليًا.
على الرغم من أن الكأس سرعان ما أدركها معظم الناس على أنها حديثة للغاية وأن حماس ويلبر فورس لها تسبب في حدوث تعقيدات مع رؤسائه، إلا أن ويلبر فورس واصل ارتباطاته وتحقيقاته حول الارتباط الديني.:p94 بالنسبة لبول، قدم له الاجتماع مستوى أعلى من المشاركة في تبادل الأفكار.:p95
بدأ بول وأخواته وأنصاره باستضافة الكأس في الغرفة العلوية من منزله في بريستول وأطلقوا عليها اسم «الكنيسة» (بالإنجليزية: The Oratory):p26 وهي كنيسة صغيرة، خاصة للعبادة الخاصة.
في هذه الفترة من النشاط حول الكأس، تطورت رؤى مختلفة بين البولنديين وغيرهم ممن ارتبطوا بها. كان ليزلي مور في جنوب أفريقيا في مارس 1907 وكان لديه رؤية مفادها أن الأخبار ستأتي في أواخر يوليو عن اكتشاف رائع.:p36 أبحرت إلى إنجلترا في يونيو وأقامت مع صديقتها، الآنسة هوي، وتعلمت عن التغطية و«الاكتشاف»:pp36-7 وأخبرت بول عن تجاربها قبل نهاية شهر يوليو بأنها رأت رؤى حول أوراق ستقدم وصفًا للكأس. لقد تخيلت ما بدا لها كنيسة كاثوليكية كبيرة مع كاهن يرتدي ثيابًا حمراء عندما كان هناك طرقًا عاليًا على الأبواب وأصبح الناس خائفين. ثم هرب أحد المريدين عبر نظام الأنفاق الذي أدى إلى كنيسة بها مخطوطة وكأس:p38 وبعد ذلك غادر مع الكأس عبر أنفاق أخرى وخرج إلى أنقاض كنيسة. كتبت إلى صديقتها التي أرسلتها إلى بول وأرسل لها برقية يطلب منها أن تأتي لزيارته في لندن. اجتمعت هي والسيدة هوي وهيلينا همفريز. هناك حدد بول الكنيسة باعتبارها كنيسة آيا صوفيا، وهي جزء من مجمع آيا صوفيا في القسطنطينية.:pp26,39 لقد عزز هذا اللقاء شعور بول بالسعي.:p37
كانت أليس باكتون من بين المنخرطين في هذا النشاط. حضرت اجتماع ويلبر فورس، ثم إلى قاعة الخطابة في أواخر سبتمبر/أيلول عام 1907،:p156، ثم ذهبت للحج لزيارة عبد البهاء، زعيم الديانة البهائية آنذاك، في أوائل عام 1910، بينما ذهب بول في ذلك الشتاء.:pp5-6 ثم اشترت باكتون بئر الكأس عام 1913:pp115,156–7، الذي استضاف الكأس لاحقًا. كان ويلبر فورس وباكتون من بين المقربين من الدين لاحقًا.:p12

### القسطنطينية والسعي
في البداية كان بحثه عن دليل نصي للكأس، ولكن أيضًا للتراث الصوفي للمسيحية وإطار أو بوابة للانخراط في وحدة أوسع خاصة في المسيحية ولكن أبعد من ذلك بما في ذلك التحقيقات السلتية الأخرى.:p97 وهكذا، مع مدخلات الوساطة الروحانية، انطلق بول إلى القسطنطينية.:p12

#### الرحلة الأولى
كانت محاولة بول الأولى للمغادرة إلى القسطنطينية في نهاية أغسطس 1907.:p43 هناك تمكن من الوصول إلى الحدائق المحيطة بالكنيسة، ولكن تم إعاقته بواسطة لوح من الرخام يسد النفق، ولكن بعد ذلك كانت لديه رؤى حول العثور على مكتبة مفقودة للإمبراطور جستنيان،:p45:p12 وهو ما سيكون عاملاً مهمًا للغاية لبقية حياته في هذا المسعى.:pp26,45 بحلول الأول من أكتوبر بدأ يتكهن بأن القوى العالمية أصبحت مهتمة ببحثه.:pp46-7
غادر بول القسطنطينية قبل احتفال المسلمين بشهر رمضان:pp47-8 والذي كان في منتصف أكتوبر حتى نوفمبر من ذلك العام. وعند عودته ووسط الحشود التي كانت تزور المصلى الآن،:p48 حذرته السيدات الثلاث من مساعده أثناء وجوده في القسطنطينية،:p48 لكنه لم يتفق مع بعض رؤى السيدات:p48 والتي أصبحت أقوى بعد عودته.:p52

#### الرحلة الثانية
غادر بول في رحلته الثانية إلى كنيسة القديسة صوفيا في أواخر عام 1907 متنكرًا وبقي هناك حتى أوائل عام 1908.:pp48,52 ووصف لاحقًا حادثة ادعى أنها محاولة تسميم،:pp48-9 ومحاولة قتله.:pp50-1 استكشف الأنفاق بشكل أكبر ولكنها كانت غير آمنة ووجه انتباهه إلى مدخل محتمل على طول الساحل.:p50 لم يُسمح له بالحفر أو الوصول وسط الوقت وموقعه كأجنبي.:p52
وفي أثناء وجوده هناك، تعلم أيضًا عن الدين البهائي وخاصة عن عبد البهاء.:p12 كان بول «مُعجبًا جدًا بقدرة عبد البهاء على ممارسة هذا النفوذ من داخل أسوار السجن. وعندما عدتُ إلى لندن، وجدتُ أن المعلومات عن الحركة قليلة جدًا، فقررتُ زيارة عبد البهاء،... واكتشاف سرّ قوته بنفسي.».:p12 وقد زعم أنه تعلم هذا من البهائي المبكر ستانوود كوب الذي كان يدرس في كلية روبرت في القسطنطينية:p12 بعد اعتناقه الديانة البهائية عام 1906 في جرين أكر.
وبعد عودتهم إلى المملكة المتحدة، قررت المجموعة البولندية قطع الوصول إلى المصلى من يناير 1908 إلى سبتمبر 1910.:p52 كما التقى المزيد من الخبراء بشأن الكأس في أواخر شهر يناير، وكانوا يشعرون عمومًا أنها ليست قديمة ولكنها لا تزال تجمع الناس من الشرق والغرب.:pp51-2:p96-7 وقد أصبحت الرحلات اللاحقة معقدة بسبب التوترات المتزايدة في المنطقة: ويُنظر إلى الوضع برمته على أنه جزء من اللعبة الكبرى من وقت سابق والتي اندمجت في ثورة تركيا الفتاة في يوليو/تموز 1908. التقى البهائي المبكر سيدني سبراج، الذي كان يزور أمريكا، مع بول في لندن، حيث أجاب على الأسئلة وكذلك الأدبيات التي يمكنه مشاركتها. يذكر بول لاحقًا أيضًا قراءته لتقرير المستشرق إي جي براون عن لقاءه بحضرة بهاءالله.:pp347-8

#### المحاولة الثالثة تنتهي عند عبد البهاء
في عام 190٨، انطلق بول في محاولة ثالثة لإنجاز مهمته وسط رؤاه ونبوءاته وتجاربه. هذه المرة، كان سيبدأ من جنوب الشرق الأوسط لزيارة المتاحف بحثًا عن أدلة مماثلة حول الكأس، لكنه بدأ برغبة في مقابلة عبد البهاء الذي كان آنذاك في الإسكندرية، مصر.:p53 أُطلق سراح عبد البهاء من الاعتقال السياسي في سبتمبر.
وقد روى بول لاحقًا حكاية من الرحلة. في طريقه للقاء عبد البهاء، التقى بشيخٍ لاحظَ بتأملٍ مشكلةً تتعلق بالاستعمار: «صادف مسافرٌ يسير في شوارع مدينةٍ منزلًا نوافذه مكسورة وأبوابه معوجة. كان كل شيءٍ في الداخل مضطربًا. دخل المنزل، فلما وجد صاحبه، قال له: «منزلك يحتاج إلى ترتيب، إنه مليءٌ بالفوضى. هل لي أن أستدعي خدمي لأُصلح لك الأمور؟» قبل صاحب المنزل العرض، فاستدعى المسافر خدمه ورتب المنزل. وبعد ذلك، بنى كوخًا في الحديقة خارج المنزل، والتفت إلى صاحبه، وقال: «هذا منزلٌ جميلٌ جدًا؛ الآن وقد رُشِّح في الربيع، أصبح في حالةٍ جميلة، وسأسكنه أنا وخدمي؛ يمكنك دخول الكوخ والعيش فيه، لكنني سأستولي على منزلك وأديره على طريقتي ولأغراضي الخاصة». الذي شاركه بعد ذلك في عام 1914.:p68
وصل بول للقاء عبد البهاء،:p13 وربما كان المترجم في اللقاء هو شوقي أفندي، أحد أحفاد عبد البهاء، الذي عمل كمترجم.:pp53-4 وفي اجتماعهم التالي، قال عبد البهاء إن بول يجب أن يعود قريبًا بدلاً من المضي قدمًا في البحث،:p54 وعندما عدل بول خططه، كان مرتبكًا بعض الشيء ولكنه راغب في الطاعة، فطلب منه عبد البهاء أن يحضر معه حزمة من المال لطالب فارسي في باريس يعاني من مشاكل في العين - دون عنوان أو أي معلومات اتصال محددة، وشعر بول أن المال كان من الممكن تحويله بكفاءة أكبر من توصيله. لكن بول عثر عليه بالفعل بالصدفة بعد فشل عدة عمليات بحث.:pp54-5 وأفاد بول أنه وصل إلى منزله في الوقت المناسب لتجنب الكارثة الشخصية والعملية.:p56 على الرغم من أن هذا كان غريبًا بالنسبة له، إلا أن بول كان معروفًا بقبوله السهل لـ«المعجزات».:p3

### العودة للمملكة المتحدة
بحلول عام 1909، شعر بول أن «أحداثًا هائلة كانت على وشك الحدوث» من «الاندفاع العظيم لنفخة الله» التي يُنظر إليها على أنها «هذه الموجة العظيمة» التي «وصلت إلى حدود وعينا البشري وبدأت في اختراقها».:pp61-2 ولكن كانت هناك أيضًا رؤى حول «حرب في الهواء» في عالم اللاجسد.:p63 كما بدأ يتحدث في اجتماعات مثل تلك التي عقدت في قاعة كولستون في بريستول في مايو حول النباتية،:p229 وانتُخب رئيسًا لجمعية بريستول النباتية بحلول ديسمبر.
في عام 1910 بدأ استئناف الوصول إلى الكأس وقام بول والسيدات المساعدات بأخذ الكأس إلى جزيرة أيونا لإحياء المكان كمركز روحي.:p224
بدأ بول في جمع الحكايات عن تجاربه الرؤيوية التي نشرها في النهاية في كتاب الطريق الصامت في وقت لاحق في عام 1960،:p228 والمقالة «إتقان القلعة» التي نشرت أولاً في عام 1915 ثم مرة أخرى في عام 1966.:p229 وكتب بول أيضًا رسالة إلى الكومنولث المسيحي حول «أخوة الإنسان» والتي أدت إلى اهتمام الباحثين الآخرين الذين انضموا إلى الديانة البهائية.:pp32-3 في يونيو التقى بول بروبرت فيلكين الذي انضم لاحقًا أيضًا إلى الديانة البهائية.:p13
في شهر يونيو لم يتمكن بول من حضور اجتماعات الجمعية النباتية وفي شهر أغسطس تحدث في هيريفوردشاير عن شفاء الجسم بالوسائل الروحية. في نفس الوقت تقريبًا، التقى بول بنيفيل مياكين الذي كان عضوًا بارزًا في مجموعة انبثقت عن تجزئة النظام الهرمسي للفجر الذهبي الذي كان يأمل أن يصبح بول وريثًا خلفًا.:p7 حضر مياكين الخطبة في سبتمبر/أيلول، ثم التقى بعبد البهاء عدة مرات. ومع ذلك توفي ميكين في عام 1912 ولم يتمكن من إكمال مراحل تأسيس المجموعة من أجل البولنديين:p8 وانتهت مثل هذه المصالح بالنسبة لبول، على ما كانت عليه.:p8 في شهر سبتمبر، جاء زوار من الهند منخرطين في حركة براهمو ساماج [الإنجليزية] لرؤية الكأس في المصلى وشعروا أنها كانت فرصة للوعي الصوفي بين الناس من معتقدات مختلفة.:p97:p106 في أوقات أخرى، كانت السيدات المرتبطات بالكأس والخطابة يؤدين مراسم المعمودية وحفلات الزفاف دون أن يحملن لقب كاهن أو كاهنة.:p50
وفي هذه الأثناء، ذهب بول للقاء عبد البهاء مرة أخرى في أواخر عام 1910 في مصر وأرسل رسالة إلى اسكتلندا تحتوي على تقارير ثانية من عبد البهاء عن تنبؤ بحرب عالمية في ضوء هرمجدون المتوقع في كتاب الرؤيا وما بعده إلى عموم القرن العشرين. روى الكاتب باتريك بنهام تعلم بول عن عبد البهاء في عام 1910 فقط من خلال رئيس الشمامسة ويلبر فورس.:p106 شعر بول بحضور شافي وتأكيد على عبد البهاء «كمعلم عالمي» (على حد تعبير الكاتب باتريك بنهام).:p108 ثم استمر بول في تكوين رؤاه الخاصة لنفس أفكار هذا الصراع المتنبأ به بعد عودته إلى المنزل.:pp60-1 بدأت رؤية بول المنعكسة كنذير شؤم كئيب يبدأ بـ«رياح عاتية» و«صمت غريب... مثالي. تبع ذلك صوت رعد لا يوصف ورهيب لدرجة أنه بدا وكأن العالم سيتمزق إلى قطع. مر الرعد، وغمر التل بضوء هادئ، وأصبحت على دراية بحضور عظيم يقف بجانبي، مليئًا بالقوة والإضاءة... (مما) جعلني أفهم أهمية العديد من الأحداث التي كانت حدث....»:p61 تحدث بول إلى البهائيين في لندن عن عبد البهاء وكرر أفكار نبوءته لعام 1911 في 31 ديسمبر 1910.:p13 كما أدار البهائيون «مركز الفكر العالي» في لندن في عام 1910، و«الصحافة البهائية» في عام 1911.
بعد عام 1910، شعر بول بأنه عضو في «مجموعة تعمل في منطقة الحدود (المحرر - بين الوعي الطبيعي للناس ووعي الشعوب غير المجسدة) استعدادًا لنزول والسيطرة على التيارات الروحية الجديدة التي كانت ستترك الفكر والأفكار البشرية...»،:pp119-20 والتي قد تكون أو لا تكون المجموعة التي ستحدد «المعلمة العظيمة» مع النجمة.

#### عبد البهاء
في أوائل عام 1911 كانت هناك تقارير صحفية مختلفة عن بول. في يناير 1911 ظهر بول أمام جمعية باث الثيوصوفية نيابة عن البهائيين، وفي يونيو في كليفتون هاوس ترأس الاجتماع بينما تحدثت أليس باكتون في الاجتماع، ثم تحدث بنفسه في أوائل يوليو عن الأوضاع في مصر، وفي أغسطس عن المساواة بين المرأة والرجل، وذكر عبد البهاء في منتصف سبتمبر. كما تبادل أيضًا البرقيات مع عبد البهاء أثناء حضوره اجتماعًا صيفيًا للثيوصوفية في أغسطس. عاش بول مع والديه وأخته في المسكن. قدم بول عرضًا لعبد البهاء في مؤتمر الأعراق العالمي في عام 1911.
عند وصول عبد البهاء، قرأ بول حديثه المترجم في كنيسة معبد المدينة، وتحدث أيضًا في عدد من الاجتماعات الثيوصوفية، ثم أقام عبد البهاء في منزل بول في بريستول؛ كان المنزل بمثابة مركز يقدم عطلات نهاية أسبوع ذات طابع خاص وزيارة إلى المصلى الذي يضم الكأس.:p14 يوجد نوعان من التقارير عن الزيارة - في أحدهما ذهب عبد البهاء إلى كل غرفة وباركها وفي الآخر بارك الكأس نفسها في صمت، (بشكل مختلف تمامًا عن البركات الأخرى التي قدمها - قارن بالتأكيدات المسجلة لأشياء مثل الكتاب المقدس). لم يتم نشر النسخة الثانية في الأعمال البهائية.:p14 بدأت زيارة عبد البهاء في 27 سبتمبر 1911 - والموقع معروف باسم دار ضيافة كليفتون بجوار منزل بول. وقد نُشرت مجموعة من سجلات المحادثات والمعلومات عن زياراته إلى بريستول، إلى جانب مجموعة متنوعة من الجهود المبذولة عبر الزمن. ساعدت بنات السيدة البهائية المبكرة بلومفيلد وبعض الأشخاص الآخرين في راحة الضيوف أثناء الزيارة بالإضافة إلى تدوين الملاحظات وإدارة المواعيد.:pp37-8
يفسر جيري فينج، كاتب سيرة بول، نبوءة بول عن «المعلم العظيم» على أنه عبد البهاء، على الرغم من أنه ليس امرأة أو لديه نجمة مرئية مكونة من 7 نقاط على جبهته.:p56 فسر أحد المراسلين مع فينج رؤية امرأة مع نجوم على أنها العذراء الإلهية التي كانت ترشد عبد البهاء.:p12
وبينما عاد عبد البهاء إلى مصر لقضاء الشتاء، ظهر بول مرة أخرى في بعض التقارير الصحفية في أوائل عام 1912. في فبراير 1912 ألقى بول محاضرة في غلوسترشاير، واجتماعًا في بريستول في مايو، ومبادرة في كليفتون هاوس في يونيو، قبل أن يذهب إلى لندن في أوائل أغسطس قبل وقت قصير من زواجه في أواخر أغسطس،:p58 انتقلت إحدى أخوات آلن إلى مكان آخر وتزوجت في أبريل. تزوجت شقيقة بول ماري في فبراير 1911. كان بول من بين الذين أداروا دار ضيافة كليفتون في الفترة من 1909 إلى 1914.:p59 لقد ظهر حديث عن البولنديين في الأخبار في أمريكا في شهر يونيو.
في أكتوبر، فكر في أفكار أوسع نطاقًا حول المؤامرات التي قد تتضافر ضده في العثور على المخطوطات المسيحية، وهو المسعى الأصلي.:p47 لقد أعد أفكارًا مفصلة للعودة إلى القسطنطينية لكنه لم يتمكن من المغادرة.:p60 والتقى:p224 ونشأت صداقة عميقة مع رجل الأعمال الاسكتلندي:p63 ديفيد راسل الذي حذر بول بنفسه من أنه مقتنع بأن «الظروف العقلية وغيرها» تؤثر على رؤى وفهم الوسطاء والأفكار الحدسية التي قد يمتلكها المرء؛ وهو نوع من «الشك المنفتح» الذي يمكن أن يتأثر بمشاعر الولاءات المنقسمة.:p213 في الواقع، يقسم عبد البهاء أحيانًا الأحلام والرؤى إلى ثلاث فئات: حقيقية، وتفسيرية، ومربكة. كان جزء على الأقل من هذه الإرشادات مرتبطًا بحوالي عام 1908 في كتاب «بعض الأسئلة المجابة» الذي انتشر على نطاق واسع. الأول لا يحتاج إلى تفسير، بل يعتمد على امتلاك، وفقًا لعبد البهاء، على حد تعبير نجاتي ألكان، «قلبًا خاليًا من أي تعلق، ويجب ألا توجد أفكار فارغة في العقل». أما الثاني، فيمكن فك شفرته للوصول إلى الحقيقة، والثالث لا يعكس إلا «الصراع والخلاف» لدى صاحبه. وفقًا لعبد البهاء، فإن فك رموز النوع الثاني أشبه، كما قال نجاتي ألكان: «إذا أضفتَ أي لون إلى قطعة قماش بيضاء، فإنها ستتقبله؛ ولكن إذا أضفتَ أزرق إلى قطعة قماش صفراء، فإنها ستتحول إلى اللون الأخضر وتُشوّه الحقيقة. وللحصول على اللون الحقيقي، يجب إزالة اللون المضاف». في الواقع، يُشير عبد البهاء أحيانًا إلى أن مثل هذه التجارب قد تعني عكس ما تبدو عليه. وريكي برادشو، الذي عاش تجربة اقتراب عميق من الموت، عندما سُئل عما إذا كانت هذه التجربة مفتاحًا لاكتساب التنوير، قال: «إن تجربة الاقتراب من الموت لا تجعلك مستنيرًا. إنها مقدمة، وربما تكون عائقًا أكثر منها مساعدة!».
عاد عبد البهاء مرة أخرى لزيارة البولنديين المتزوجين الآن، بعد أن جاء من أمريكا، في أوائل يناير 1913. كما تحدث في اجتماعات أكثر ثيوصوفية في بريطانيا.
كان لدى بول أفكار مفادها أن عبد البهاء قد يسافر إلى روسيا وتركستان والهند في العام المقبل أو نحو ذلك ومن غير المرجح أن يسافر غربًا مرة أخرى.:p64 كان بول مع عبد البهاء في فرنسا عام 1913 وسمعه يتنبأ بالحرب التي سيتبعها في يوم ما في المستقبل السلام الأعظم.:p100 وُلد طفله الأول وطفل فلورنسا الأول جان في المصلى عام 1914.:pp60,83,224,229

### وقت الحرب
في شهر مايو، كتب بول عن تجربة استدعائه لمساعدة «النفوس الباردة» التي ماتت للتو («غرقت») وكانت ضائعة وتشعر بالرعب؛ أراد أن يصبح أفضل في مساعدة الأفراد الذين ماتوا حديثًا.:p69
في أوائل يوليو، اشترى بول تذكرة إلى القسطنطينية، ولكن مع اندلاع الحرب، لم يتم المضي قدمًا في الخطة.:pp64-5 في أغسطس، كتب عن شعوره بأن طبقات الحرب «في المجالات الوسيطة» كانت تنتهي وأن الموتى الجدد كانوا يجدون وقتًا أسهل في الانتقال كما لو أن «... مرسومًا عظيمًا قد صدر...».:p69
كتب بول عن فهمه للأفكار البهائية حول نبوءة هرمجدون في سبتمبر إلى شخص آخر مرتبط بالدين منذ فترة طويلة - السيدة جين وايت - والتي تُسمى أيضًا ثيوصوفية،:p61 الذي استضاف أيضًا عبد البهاء وكان متلقيًا للوحة الشموع السبعة للوحدة.

في شهر نوفمبر نشر بول علنًا أفكاره حول مشاكل الحرب: 
جميع الدول التي تنظر إلى القوة الغاشمة على أنها جديرة بالتقديس تتحمل مسؤولية مشتركة عما أدى إلى الأزمة الحالية. ظاهريًا، يبدو أن ألمانيا هي من جرّت العالم إلى حرب. لكن إذا نظرنا إلى القرون القليلة الماضية، فسنرى أن جميع دول أوروبا تقريبًا مسؤولة، ومن بينها بريطانيا العظمى، وبالتالي يجب أن تتحمل جميعها مسؤولية الوضع المتطور حاليًا... يجب أن نتذكر أن ألمانيا تحاول إلى حد كبير تقليد بريطانيا العظمى... لا يسعنا أن نرمي الحجارة، ولكن كأمة، علينا أن نسعى إلى التحلي ببعض التواضع.:p67
 ثم تحدث في لندن حول موضوع «بعض الجوانب العميقة للحرب العظمى» والمتوفرة في أوائل عام 1915.
بغض النظر عن الراحة التي شعر بها في عوالم الوعي، بدأ بول في أواخر عام 1914 في الحديث عن رؤى «الصراع في الهواء»:p62 بالنسبة لحرب السماء في معركة القديس ميخائيل وغيرها - المصطلحات التي نما استخدامها عبر العقود:p179 - وأيضا لكتابة وجهة نظر تعبيرية عن المعارك. تم جمع هذه التجارب منذ عام 1915 تقريبًا ونشرها في كتابه الأول «الجندي داودينج» إلى جانب ما شعر أنه تجارب شخصية لذلك الشخص.:pp62-3,69–72
في مارس 1916 تحدث في مركز الفكر العالي في لندن، لكنه شعر أن الأمر لم يكن على ما يرام وأنه يجب أن يقسم على الصمت وكان مكتئبًا.:pp77-8 في مارس تطوع للخدمة العسكرية على الرغم من أنه كان بإمكانه السعي للحصول على إعفاء من الخدمة حيث كان لديه شركة تبيع البسكويت للجيش.:p78 وبينما كان مشغولاً بهذا، كانت أخته كاثرين حارسة الكأس.:p78
وبعد مرور عام في مارس 1917، شعر بوجود جندي، لكن لم يكن هناك اتصال بعد،:p3 وفي أغسطس بدأ عملية الكتابة الآلية، وهذا جنبًا إلى جنب مع العمل السابق أدى إلى ظهور كتاب الجندي داودينج.:p74 كما ناقش الكتاب أيضًا نموذجًا روحانيًا مستنيرًا بالبهائية للتعامل مع العالم وإحياء الديانات القائمة.:p9 كما تم البدء في إنشاء دفتر ملاحظات لتسجيل تجارب مساعدة الموتى حديثًا من خلال منحهم بيئة ذهنية لمساعدتهم في انتقالهم.:pp72-4 تم إبعاده عن اجتماع الجمعية النباتية في يونيو.

#### التطوع
في سبتمبر بدأ كمرشح ضابط في مشاة البحرية الملكية وتم تعيينه ملازمًا ثانيًا في الشركة الثالثة من فوج تشيشاير [الإنجليزية].:p83 شارك بول في بعض الاجتماعات في بريستول في يونيو/أكتوبر 1917. في أكتوبر، واجه بول أيضًا معارضة من شريك تجاري فيما يتعلق بظهوره في الإبلاغ عن تجاربه النفسية.:pp76-70 في البداية ظن أنه ذاهب إلى فرنسا، ولكن مع حلول شهر نوفمبر علم أنه ذاهب إلى مصر، وكان قلقًا بالفعل بشأن سلامة عبد البهاء.:p83 اجتمعت عائلة بول وأصدقاؤه في نوفمبر/تشرين الثاني لحضور مراسم الوداع، وشهدوا أيضًا رؤى عائلية قادته مريم وتبعه بول، بما في ذلك أن العديد من «الأساتذة» سيتحدثون إليه، وأنه كان تحت «حماية خاصة» و«مُكرّسًا»، وأن عائلته ستحظى أيضًا بحماية «سيد» في العالم غير المتجسد، وسيُخبرهم: «... ستُعرّفون على من يخدمونني في العالم. سأُرشدكم إلى أسرار عظيمة. لا تفشلوا في مهمتكم، لأن النجاح في إنجاز مهمة عظيمة يعتمد عليكم.»:pp79-80 ومع ذلك، على غرار تجربته في الذهاب إلى المدرسة، أصبح الذهاب إلى التدريب العسكري فترة أكثر شدة من المعاناة.:p80 بدأ في إجراء المراسلات مع القادة الاجتماعيين الذين كانوا مهتمين بأنشطته سابقًا.:p80 لقد لاحظ رؤساؤه العسكريون ذلك، فتخلى عن الإعفاء من الخدمة، ثم علم أنه كان على علاقة شخصية مع رؤسائه في الحكومة والمجتمع:pp80-1 وبدأت في التقرب منه إلى حد ما - إصلاح الأشياء التي كان ينبغي إصلاحها ولكن لم يتم الاهتمام بها إلا لأنه كان هناك.:p82
في البداية خدم مع ديفونز في الغالب في عمليات الإنقاذ بعد المعركة، وأحيانًا تحت سماء مرصعة بالنجوم.:pp83,85 توقعت محادثة أجراها بول مع صديق وفاته وأصبحت أساس الدقيقة الصامتة التي نُشرت حوالي عام 1940.:pp85-6 أصيب بول في هجوم القدس المحتلة في أوائل ديسمبر.:pp85-90:pp332-3 قُتل صديقه وكذلك مساعده.:pp85-6 لم يكن لديه أي دعم في المستشفى وكان هستيريًا بعض الشيء أيضًا.:p93 بعد ذلك تم تعيين بول في الاستخبارات العسكرية وسرعان ما تم تنبيهه إلى التهديد الذي يواجهه عبد البهاء - بحلول نهاية ديسمبر كان يرسل رسائل عبر قنوات متعددة للقلق إلى أولئك الذين لديهم إمكانية الوصول إلى الحكومة.:pp94-7,99–100:p10:pp332-3 تناولت حملات الرسائل المخاوف من خلال الثانويات إلى مجلس الوزراء البريطاني الذي بدأ في الوصول نحو نهاية يناير.:p95 في فبراير 1918 تم تعيين بول في مكتب ألنبي ثم أصبح مديرًا لإدارة الأراضي المحتلة للعدو.:p94 وقد أدت العديد من خطوط العمل إلى إبراز الأمر بحلول منتصف فبراير.:p335 وقد تم تأكيد ذلك من خلال جمع المعلومات الاستخبارية في مارس.:p95-6 أدت الأوامر الصادرة عن مجلس الوزراء والتي تضمنت اللورد كيرزون واللورد لامينجتون إلى إصدار الأمر إلى اللنبي لحماية عبد البهاء وعائلته.:p96 كما كتب كيرزون عن تاريخ البابيين البهائيين في بلاد فارس،:pp45-7,157–8,247–9 وقد التقى لامينجتون بعبد البهاء.:p333-4 تمت ترقية بول إلى رتبة نقيب في أبريل.:pp2-3,101
تم وضع خطط المعركة طوال الصيف،:p335 وكان بول في وضع يسمح له أيضًا باستضافة اجتماعات مختلفة بما في ذلك اجتماعات النشطاء الصهاينة على الرغم من أنه كان مشغولًا جدًا بالعمل لدرجة أنه لم يتمكن من القيام بالكثير معهم حتى يونيو:pp101-2,105–7 ولكن في هذا الوقت تقريبًا كانت لديه رؤية لطبيب «زائر» ميت يخدم حالته الحزينة وتم وصف عشب له وتم العثور عليه وتحسينه.:pp108-9
تم نقل بعض جنود اللنبي إلى فرنسا واستبدلهم جنود هنود وأضيفت إليهم بعض الطائرات والقنابل في سبتمبر: وتم تدمير جيشين عثمانيين في معركة مجيدو، ومن خلال معركة حيفا تم إرسال رماة ميسور لحماية عبد البهاء وعائلته، بعد دخول حيفا في 23 سبتمبر 1918،:pp96-7:pp335-7 تاريخ لا يزال يُحتفل به. انتشرت كلمة إنقاذ عبد البهاء.:pp107,133,175 لقد تمت رواية التجربة.:p10
تمت ترقية بول إلى رتبة رائد في نوفمبر.:p101 أخبر موظفيه أن يهتموا باليوم والتغيير في التاريخ - كان حينها في القدس:pp98-9 وبعد أكثر من أسبوع بقليل كان في حيفا ثم قاد لمدة ساعتين ونصف في عربة تجرها الخيول إلى عكا لرؤية عبد البهاء.:pp99-100 يصف بول لاحقًا وجوده مع عبد البهاء في الأضرحة البهائية «... على جبل الكرمل... (و) داخل قبر الحديقة».:p100 وقد روى لاحقًا حكاية: 
عندما عبرت عن سعادتي لأن الحرب انتهت («حرب لإنهاء كل الحروب»)، نظر إليّ المعلم بعيون طيبة ولكن حزينة وقال إنني سأعيش لأشهد صراعًا أعظم، صراعًا سيُخاض إلى حد كبير «في الهواء»، وأنه فقط بعد هذا الحدث الرهيب (أو سلسلة الأحداث) سوف يشرق «السلام الأعظم».:p349
عاد بول إلى العمل، واستمرت الحكومة وممثلو المصالح اليهودية والمسيحية والإسلامية في الحجج التي كان يسمعها بول، ولكن في ساعات خارج العمل كان يتخلى عنها بانتظام «للخدمة» في بلدان بعيدة ويذكرها عرضًا للناس ويتصل بهم هاتفيًا ويعطيهم تحذيرات من الأحداث.:pp101-10 أصبح بول صديقًا مقربًا لفريدريك ليفو حوالي عام 1918 وفي الثلاثينيات من القرن العشرين استكشفوا مواقع مطالبة جودتشايلد:p30 وكان يحتفظ لفترة طويلة بسجل لرحلات بول إلى القسطنطينية.:p43 كان محاميًا في القاهرة بحلول نهاية عام 1918.:p123
غادر بول الجيش في مايو 1919 وحصل على وسام الإمبراطورية البريطانية في يونيو،:p10 وكتب بول مقالاً عن عبد البهاء لصحيفة فلسطين نيوز والذي أثار اهتمامًا واسع النطاق محليًا.:p31

### العودة للمملكة المتحدة

#### أعمال واهتمامات جديدة... والسعي
عاد بول إلى إنجلترا في يونيو. بعد عودته إلى المنزل، فقد أو تخلى عن أعمال العائلة مع بعض الراحة:p112 وحصل على خطاب توصية من تشرشل.:p113 كان هناك رجل أعمال آخر متفائل بأن ربيع/صيف عام 1919 كان لديه احتمال أن يتمكن من إدارة فروع الصحافة والتجارة في الشرق الأوسط.:p114 ولكن بالمعنى الأوسع، شعر بول في كتاباته في ديسمبر/كانون الأول 1920 بأن شيئاً ما «حدث خطأ» بعد ربيع عام 1919.:p118 وكان البهائيون قد حصلوا بالفعل على بعض المواد اللازمة، وفي عام 1919 عقدوا في نيويورك تجمعًا كبيرًا لتقديم ألواح الخطة الإلهية رسميًا، والتي كانت تهدف إلى نشر الدين في جميع أنحاء العالم وفي العديد من مناطق الولايات المتحدة الأمريكية وليس المملكة المتحدة، التي كانت قوة أكثر أهمية في العالم في ذلك الوقت، مثل إنجلترا واسكتلندا وويلز وأيرلندا كما كانت في ذلك الوقت. أرسل بول رسالة إلى المؤتمر. في ذلك الخريف، كان الاهتمام بكتب بول المنشورة عن التجارب النفسية في الحرب يتزايد. لكن مشروع الصحافة والتجارة الدولية انهار.:p115:p6
في يوليو 1920 وصل شوقي أفندي إلى بريطانيا ومعه ألواح من عبد البهاء إلى اللورد لامينجتون وبول، على الرغم من أننا لا نملك بيانًا حول ما كانت تتناوله هذه الألواح.:pp56-7 وقد ألقاها في حفل استقبال أقيم لوصوله.:p68 كما استشار بول بشأن الأماكن التي يمكن أن يقضي فيها إجازته استجابة لطلب عبد البهاء خلال الأيام الأولى من تعليمه في أكسفورد.:p114 في رؤياه، اعتقد بول أن مستوى حرب جديد من التوتر كان يرتفع ويقطع الناس عن العوالم العليا خاصة في الصراع في أيرلندا وروسيا، وهو استلهام للوعي العنصري الذي كان من المفترض أن يصبح أوسع ولكنه فشل،:pp117-8 والآن أصبح تدفق الصحوة الروحية في اتجاه خاطئ ثم انقطع في ربيع عام 1920::p119 بالنسبة له، كانت الأمثلة على ذلك هي كيفية سير الأمور مع الرئيس ويلسون، وعصبة الأمم، ومعاهدة فرساي، والثورة الروسية، وما شابه ذلك، مما أدى جميعه إلى توقف ثروات المجيء الثاني، وتبديد الموارد الروحية المتوقعة ثم توقفها.:pp94,113,118–9
في عام 1921، كان بول يعمل سكرتيرًا للجماعة البهائية في لندن. وفي ذلك الصيف، أدت اتصالات بول إلى مشاركته في عملية استقلال مصر.:pp122-3 علم شوقي أفندي بوفاة عبد البهاء في أواخر شهر نوفمبر في منزل بول،،:p7 حيث عُثر عليه مغمى عليه بجوار البرقية.:p131
في هذه الأثناء، تفكك الجيل الثاني من بول والزملاء الذين يعملون على الرؤى والسعي، وتشكل جيل ثالث هذه المرة من الرجال: المحامي فريدريك ليفو الذي التقى به في القاهرة، وجاء اثنان من طالبي اللجوء الروس بمراجعة لنهج لوحة الويجا للتواصل مع غير المتجسد،:p126 وقدموا بول إلى منفي روسي ثالث.:pp123-4 بلغ عددهم 5، وسرعان ما طوروا فكرة مفادها أن هناك رجلًا سادسًا غامضًا للانضمام إليهم في العمل.:p135 في الوقت نفسه، تصورت المجموعة تغييرًا في «اتصال» آخر دنيوي قديم، وانضم «متحدث» جديد إلى الرسائل التي كانت المجموعة عازمة على فك شفرتها والعمل بها:p129 لتعزيز السعي جزئيًا للحصول على المكتبة المفقودة للمواد التي من شأنها أن تحدث ثورة في المسيحية كجزء من التحول العالمي الذي يجب تحقيقه.
في مارس 1922، جمع شوقي أفندي كبار البهائيين من بلدان متعددة في حيفا لمناقشة التطور القريب للدين.:p42 وكان بول هناك. كان السؤال الأولي هو ما إذا كان ينبغي السعي مباشرة لانتخاب بيت العدل الأعظم، وهو الأمر الذي قرره رئيس الدين المعين حديثًا، شوقي أفندي، بشكل قاطع أنه لا يمكن أن يحدث إلا بعد بذل المزيد من الجهود لإنشاء الجمعيات الروحية المحلية والوطنية أولاً. كان الفصل بين البولندي والمجتمع حول مسألة حركة توحيد وتجديد الديانات القائمة مقابل كونها دينًا آخر له تنظيمه الخاص:p100 قد يبدأ هنا. رفض بول إدراج اسمه على ورقة الاقتراع لانتخابات الجمعية الروحية المحلية في لندن بعد محادثات مع شوقي أفندي، واعتقد أنه قد يخدم مصالح عبد البهاء والبهائيين من خلال العمل كشخص غير بهائي:p7 على الرغم من أن البهائيين ربما كانوا أكثر ترددًا في العمل معه في بعض النواحي.:pp7-8 لم ينتقد بول الدين أو مؤسساته مطلقًا.:pp7-8 كان هناك سبب آخر وهو أن بول كان أيضًا مؤمنًا راسخًا بالتناسخ:p111 والتي إذا تم تعريفها على أنها العودة الحرفية للشخصيات الفردية فهي ضد تعاليم عبد البهاء المذكورة في وقت مبكر من عام 1908 في بعض الأسئلة المجابة، ولكن هذا الاعتقاد أثار أيضًا أسئلة كما اعتقد بول قريبًا أيضًا: أن الأعداء في «ما وراء» يمكن أن يجبروا شخصًا غير متجسد على التناسخ،:p129 وتضمنت «المعارضة» كائنات قديمة مفترضة وُلدت من جديد عدة مرات، وهو ما يبدو أنه يتعارض مع النموذج الكامل لسبب ادعاء وجود التناسخ.:pp201-2
بينما كانت المجموعة تعمل على حل هذه المشكلات، ظل هذا العضو السادس الغامض من المجموعة غير موجود على مر السنين، وجفت سبل التقدم الموعودة، مما ترك «المرشدين» بسمعة سيئة في المجموعة.:p141 قام بول بجمع الموارد اللازمة لرحلة أخرى إلى القسطنطينية في مهمة في أبريل للتحقيق في مدخل البحر لمكتبة مخفية محتملة، لكنه عاد إلى المنزل دون جدوى بحلول نهاية مايو.:pp128-33 من خلال هؤلاء المنفيين الروس:p136 منذ عام 1922، بدأ بول «نداءً» نيابة عن رجال الدين الروس في مواجهة المعارضة البلشفية للسوفييت واستمر لمدة 12 عامًا.:p8:pp115,117,137 في عام 1925 قام بزيارة مدينة باث. لقد أنشأ شركة استيراد وتصدير ولكن يبدو أنه نجح أكثر في التواصل مع الناس في جميع أنواع مناحي الحياة ومحاولة حل المشاكل، لكنه لم يكن ناجحًا اقتصاديًا.:pp115-17 على الصعيد الشخصي، كان الضغط الناجم عن هذه النكسات وربما المرض هو السبب في إصابته بالشلل في أواخر عام 1923.:p139 انخفض وضعه الاقتصادي إلى مجرد البقاء على قيد الحياة بالذكاء بدلاً من العائدات من الاستثمارات والاقتراض أحيانًا من الأصدقاء بحلول ربيع عام 1924.:pp139-40 تم تعليق المهمة.:p8
وبعد ذلك بدأت الأمور تتغير. كان هناك استثمار ورقي جزائري في أواخر عام 1924،:pp150-1 وفي عام 1925 دخل في مجال الأعمال التجارية في إيطاليا والتي أصبحت بعد ذلك شركة ناجحة لإدارة الأراضي عبر منطقة واسعة حول جارجانو بإيطاليا.:pp145-6 هناك زار أيضًا مزار مونتي سانت أنجلو [الإنجليزية] الذي كان مرتبطًا بالرئيس الملائكي ميخائيل، والقديس بيو الكاثوليكي الروماني، وكان معرضًا لخطر الإصابة بالملاريا.:pp146-7 عمل هناك مع العديد من الأشخاص من بينهم موسوليني في أيامه الأولى.:p149
توفي والد بول في أواخر صيف عام 1926. وفي ديسمبر تحدث بول إلى مجموعة روحانية في لندن، وإلى مجموعة أخرى في العام التالي في مارس.

### عصر جديد من المشاريع والدقيقة الصامتة
مع مرور الوقت، حاول بول تعزيز ثلاثة مراكز ذات أهمية روحية في بريطانيا وأيرلندا: جلاستونبري (المرتبطة بأسطورة الملك آرثر والمسيحية المبكرة في بريطانيا)، وأيونا الاسكتلندية، وجزيرة أيرلندا التي لا تزال غامضة.:pp97-8 كانت هذه المراكز الثلاثة بمثابة «قلب» في علاقة بـ«عقول» لندن وإدنبرة ودبلن. نُقلت الكأس إلى جلاستونبري وأيونا. في بعض الأحيان، حافظ بول وجودتشايلد وآخرون على روابط مع أعضاء جماعة الفجر الذهبي، وأتيحت لهم فرصة قيادة جماعة فرعية معينة لم تتشكل.:p98:pp154-5,170–5 في الواقع، تشكلت مجموعة ثلاثية من مراكز التطور البهائي في الأيام الأولى للدين في بريطانيا.
في عام 1928، تعهد بول بالذهاب إلى مواقع الحج للقديس ميخائيل في أوروبا بعد اهتمام رودولف شتاينر بربط جلاستونبري وتينتاغيل.:p8 في عام 1930، كان بول في اجتماع عمل. وقد طور بعض اتصالاته الروسية أنفسهم مشاكل مع رجال الدين الروس منذ عام 1930:p137
في عام 1931، تضمنت مهمة بول بعض الأنشطة الأثرية ولكنها لم تكن ناجحة.:p8 تنتهي التغطية الخاصة بالسيرة الذاتية المنشورة لبول إلى حد كبير في عام 1931، وبالتالي فإن تلخيص رؤى بول وتجاربه الحالية ينتهي ويتحول التغطية المتاحة إلى المزيد من مشاركاته وأعماله العامة.
في عام 1933، كان بول لا يزال ظاهرًا نيابة عن وضع رجال الدين الروس، ومرة أخرى في عام 1935، وبكلماته الخاصة في عام 1936 مع صراعات ما كانت عليه الحياة في روسيا بدلاً من الدعاية. في ذلك العام أسس أيضًا شركة ويلزلي القابضة 1936 لتحويل النفايات والتي كانت وبيعت في الأربعينيات.:pp6-7 في عام 1937 نشر عن «الطبيب الظل» الذي شعر أنه كان يساعده لسنوات.

#### اتصال متجدد مع البهائيين
في عام 1938 أُدرج بول في جهود دمج الجمعية الروحية الوطنية لبريطانيا العظمى، المؤسسة الوطنية التي تدير المجتمع،:p5 وشعر بالحرية في الارتباط ودعم البهائيين في أربعينيات القرن العشرين.:p5 تم العثور على بول بعد ذلك في الصحف في عام 1940 مع بداية إعلان الدقيقة الصامتة، وشارك في تأليف كتاب الجبهة الروحية، وهي قضية يجب على كل واحد منا مواجهتها بشكل عادل وصادق مع والدون سميثرز [الإنجليزية]. بدأ بول في دراسة ما أصبح يسمى بالدقيقة الصامتة منذ عام 1917:pp5-6 وقد ذكر أحد المسؤولين النازيين نجاحها في عام 1945. تحول جزء من تلك الحركة إلى حركة مشعلو المصابيح [الإنجليزية].:p6 ولم يعلق البهائيون على أي من ذلك.:p6 وقد اتسع نطاق الدعوة إلى الدقيقة الصامتة واستمرت. وقام بجولة لإلقاء المحاضرات أيضًا.
كان بول حاضراً في احتفالات الذكرى المئوية للبهائيين في لندن عام 1944 على الرغم من تأكيده على وجهة نظره بأنها حركة ضد دين منفصل بعد إعادة الاتصال التي نصح بها شوقي أفندي في عام 1943 على الرغم من أن ارتباط بول بزعيمين إقليميين مبكرين في النمو الصهيوني لفلسطين لم يزعج شوقي أفندي.:p5 كان البهائيون ظاهرين إلى حد ما في الصحف في ذلك الربيع وقليلاً في الخريف بينما كان بول ظاهراً في الخريف مع الصياغة المعاد تصميمها لـ«دقيقة بيج بن» للدقيقة الصامتة، ومع عرض بالسعي لإصلاح جرس الحرية الذي لم يتم استقباله بشكل جيد. في عام 1945، حافظ بول على اتصال مع البهائيين، الذين بدا أنهم قبلوا موقفه «مساعدة القضية كشخص غير عضو»:p5 بينما استمر بول في الانخراط علنًا في عمل الدقيقة الصامتة/دقيقة بيج بن حتى بعد الحرب.
كان بول على متن سفينة آر إم إس كوين إليزابيث عندما رست في أمريكا في أبريل 1947، لكنه لم ينزل منها. سجّلت الأوراق أنه راكب من الدرجة الأولى وصناعي وُلد في سومرست. كما لم يُدرج جواز سفره. أسس شركة لخدمات الرعاية الصحية البديلة والصيدليات عام 1948.:pp6-7

آخر ذكر معروف لشوقي أفندي جاء عام 1949 عندما نصح البهائيين في بريطانيا بدعوة بول إلى فعالياتهم ومدارسهم و«إظهار كل التقدير» له.:p4 في عامي 1950 و1951، كتب بول مقالين يذكر فيهما الدين البهائي في محاولة لإنشاء مجلة علمية متخصصة في التحقيقات النفسية. في الأول، يذكر: 
إن المهمة الأساسية للدين البهائي هي تمكين كل منتسب إلى ديانة عالمية سابقة من الحصول على فهم أكثر اكتمالاً للدين الذي ينتمي إليه، والحصول على فهم واضح لغرضه، والذي سوف ينطوي في عالمنا الحديث على ظهور مجتمع عالمي، والوعي بالمواطنة العالمية وتأسيس حضارة وثقافة عالمية.
إن هذا الوحي يبدأ الآن في إثبات حقه في أن يتم الاعتراف به ليس كنظام ديني آخر يضاف إلى العقائد المتضاربة التي قسمت البشرية لأجيال عديدة، بل كإعادة صياغة للحقائق الأبدية التي تكمن وراء كل أديان الماضي، كقوة موحدة تغرس في أتباع هذه الأديان قوة روحية جديدة، وتكشف لأعينهم المصير المجيد الذي ينتظر الجنس البشري.:p348
 كلا الجزئين من هذا المقال عبارة عن إعادة صياغة قريبة لأقوال شوقي أفندي. أولاً، في النظام العالمي لبهاء الله، الذي كُتب عام 1932: «إن غرضه الأساسي، المُعلن، هو تمكين كل من يؤمن بهذه الديانات من فهم الدين الذي ينتمي إليه فهماً أعمق، وإدراك هدفه بوضوح أكبر». وثانياً، في بيان للأمم المتحدة عام 1947: «... يُظهر هذا الدين الآن بشكل متزايد حقه في الاعتراف، ليس كنظام ديني آخر مُضاف إلى العقائد المتضاربة التي فرقت البشرية لأجيال عديدة وأظلمت مصيرها، بل كإعادة صياغة للقيم الخالدة التي تقوم عليها جميع أديان الماضي، كقوة توحيد تُلهم أتباع هذه الديانات قوة روحية جديدة، وتغرس فيهم أملاً جديداً ومحبة للبشرية، وتُلهمهم برؤية جديدة للوحدة الجوهرية لعقائدهم الدينية، وتكشف لهم المصير المجيد الذي ينتظر البشرية». ويعلق بول أيضًا أن صور بهاء الله «تعطي انطباعًا سيئًا للغاية عن مكانة وكرامة هذا الكائن العظيم» وشعر بنفس الشعور تجاه عبد البهاء على الرغم من أنه كان يحمل صورة له على شخصه كل يوم.:p348 قال عن عبد البهاء: «يُشير المرء غريزيًا إلى شعورٍ بالعالمية، مُشبعٍ بروحٍ من اللطف العميق والمُحب. ومهما كان الموضوع المُناقش - من الدين إلى الطقس، ومن غروب الشمس إلى الزهور، ومن الأخلاق إلى الشخصية - فقد كان عبد البهاء دائمًا يُلامس النغمة العالمية، نغمة الوحدة بين الخالق وجميع خلقه، كبارًا كانوا أم صغارًا».:p351 وفي المقال الثاني الذي كتبه استذكر حكايات إرساله إلى باريس وبعض التفاصيل، على الرغم من أن التفاصيل هي من ذكريات قديمة وقد تحتوي على أخطاء.

#### المشاريع الأخرى
في عام 1951 شارك بول في كتابة كتاب أمير السماء، قائد الجيوش الملائكية عن القديس ميخائيل.l.:pp83-4 كان هذا أيضًا العام الذي توفيت فيه زوجته فلورنس قبل وقت قصير من انتقالهما إلى هيرستبيربوينت [الإنجليزية]، ساسكس.:p139 كان بول لا يزال مرتبطًا بساعة بيج بن في عام 1951، وفي الدوائر الدبلوماسية في عام 1953. في عام 1954 بدأ ذكر ابنه ديفيد، بالإضافة إلى دعم بول لمواقف الرئيس أيزنهاور، وعمل بول في مجلس بيج بن والاحتفال به في السنوات التالية. بحلول ذلك الوقت تقريبًا وربما في فترة سابقة انضم بول إلى جمعية التحقيق في الجنيات [الإنجليزية]، وهي مجموعة غامضة شبه سرية مكرسة لجمع الأدلة والمعلومات حول وجود الجنيات، بالإضافة إلى تنظيم حالات موثقة لمشاهدات الجنيات. نُشر أحد كتب بول، الطريق الصامت، في عام 1960.:p2

#### المشاركات في العقود اللاحقة
في عامي 1958 و1959، اشترى بول ومجموعة من المستثمرين مدرسة تور وأراضي تشاليس ويل السابقة:pp166-7 تأسست على يد أليس باكتون في عام 1913،:p115 كبديل ونقل حماس بئر العروس الأصلي إلى «بئر» بديل. توفيت باكتون في عام 1944 ولكن ورثتها لم يتمكنوا من الحفاظ على المؤسسة.:pp141,166 أعاد بول صياغة الاستثمار كصندوق ائتماني بدعم من المشتركين الذين يطلق عليهم «الرفاق» للسماح للزوار بالوصول المجاني:pp139,166–7 كان تعزيز أهداف المطالبة بالمسيحية في بريطانيا يعتمد على مجيء يوسف الرامي إلى الجزيرة وشعوره بالقرب من الأوامر الرهبانية الكاثوليكية الرومانية.:p3 لقد أثارت عملية التأسيس الجديدة هذه اهتمامًا إعلاميًا بدءًا من عام 1958.
وفي الوقت نفسه، كان من بين الأمور التي تذكر في عام 1962، ذكر معتقداته في الصلاة والحرب، فضلاً عن تعليق أحد المسؤولين النازيين.
في عام 1965 كتب كتاب «رجل شوهد من بعيد» بمساعدة روزاموند ليمان [الإنجليزية] عن حياة يسوع المسيح من خلال تجربته الرؤيوية، وما زال يحاول التأكد من أن ونستون تشرشل سيتم تذكره في الدقيقة الصامتة. في عام 1966، كان العمل المتعلق ببئر الكأس أكثر أهمية في الأخبار.:p2
على الرغم من أن الأمر استغرق سنوات، فقد تم نشر كتاب «الكتابة على الأرض» استجابة لطلبات البهائيين وتذكر عبد البهاء - والاستمرار في التأكيد على ادعاء بول بأن عبد البهاء كان يتصوره كحركة وليس دينًا؛ كالتزام الفرد بـ«المسار الروحي».:p2 نُشرت في عام 1968. كان بول والتعليقات حول بول في الأخبار في عام 1968، و1969. في هذه السنوات الأخيرة من حياته، توصل بول إلى فهم مجازي للكأس: «قبل نصف قرن، في حي النساء في غلاستونبري، من أعماق بئر سانت برايد، أُخرجت كأس إلى ضوء النهار. هذا الإناء هو رمز الكأس السماوية الأبدية، كأس المسيح، ووعد المستقبل».:p83
توفي بول في 13 سبتمبر 1968،:p1 بعد معاناته من السرطان وكثيرا ما كان يعاني من الألم:p139 في منزله في هيرستبيربوينت [الإنجليزية]، ساسكس. تم حرق جثة بول ونثر رماده في حديقة تشاليس ويل في جلاستونبري.:p136